# Озерне (Тегульдетський район)
Озе́рне (рос. Озёрное) — присілок у складі Тегульдетського району Томської області, Росія. Входить до складу Білоярського сільського поселення.

## Населення
Населення — 31 особа (2010; 40 у 2002).
Національний склад (станом на 2002 рік):
- росіяни — 52 %